# Vinclozolin
Vinclozolin ist eine Mischung von zwei  chemischen Verbindungen (Racemat) aus der Gruppe der chlorierten Stickstoff-Sauerstoff-Heterocyclen mit Ketogruppe und ein Oxazolidin-Derivat (Dichlorphenyloxazolidindion). Das 1:1-Gemisch der (R)- und der (S)-Form wird als Fungizid eingesetzt, allerdings wurde die Zulassung Vinclozolin-haltiger Pflanzenschutzmittel in Deutschland wieder zurückgenommen. Vinclozolin gilt als endokriner Disruptor.

## Gewinnung und Darstellung
Vinclozolin kann ausgehend von 3,5-Dichloranilin synthetisiert werden, wobei ein Oxazolidindion-Ring geschlossen wird.

## Verwendung
Der Wirkstoff wurde in Deutschland als Fungizid (z. B. im Weinanbau, bei Erdbeeren, Kirschen, Salat, Bohnen und Raps z. B. gegen Grauschimmel, Weißstängeligkeit und Spitzendürre) in anderen Ländern auch bei Hopfen und im Obstanbau eingesetzt.

## Zulassung
In den USA wurde die Zulassung von Vinclozolin 1978 von BASF  beantragt und 1981 zugelassen. In Deutschland wurde die 1984 erfolgte Zulassung Ende 2001 wieder aufgehoben (Restmengen durften bis Anfang 2004 verwendet werden), jedoch werden bei importierten Lebensmitteln noch Rückstände davon nachgewiesen.
In der Schweiz bestanden Zulassungen von Vinclozolin gegen die Weißstängeligkeit beim Raps, einzelne Pilzkrankheiten bei Apfel und Aprikose sowie allgemein gegen den Grauschimmel.
Heute sind den EU-Staaten einschließlich Deutschland und Österreich sowie in der Schweiz keine Pflanzenschutzmittel mit Vinclozolin mehr zugelassen.
Das Europäische Arzneibuch legt als Grenzwert für Vinclozolin-Rückstände in pflanzlichen Drogen 0,4 mg·kg−1 fest.

## Sicherheitshinweise
Vinclozolin ist reproduktionstoxisch, beeinflusst das hormonelle System (antiandrogene
Wirkung) und steht im Verdacht krebserzeugend zu sein. Zusätzlich wurde Synkanzerogenese nachgewiesen.
Die erlaubte Tagesdosis beträgt 0,005 und die akute Referenzdosis 0,06 Milligramm pro Kilogramm Körpergewicht und Tag.

## Derivate
Verwandte Pflanzenschutzmittel (Dichlorphenyldicarboximide) sind:
- Chlozolinat C13H11Cl2NO5
- Dichlozolin C11H9Cl2NO3[13]
- Iprodion C13H13Cl2N3O3
- Isovaledion C14H14Cl2N2O3[14]
- Myclozolin C12H11Cl2NO4[15]
- Procymidon C13H11Cl2NO2